# Birahim Diop
Birahim Diop (Thiès, 7 febbraio 1979) è un ex calciatore senegalese, centrocampista.